# Chloe Woodruff
Pour les articles homonymes, voir Woodruff.
Chloe Woodruff, née le 21 juillet 1987 à Denver, est une coureuse cycliste américaine spécialiste de VTT cross-country.

## Palmarès en VTT

### Coupe du monde
- Coupe du monde de cross-country
  - 2019 : 9e du classement général, vainqueur de 1 manche Short Track

### Championnats des États-Unis
- 2015
  -  Championne des États-Unis de cross-country
- 2019
  -  Championne des États-Unis de cross-country